# Cryptotis mayensis
Cryptotis mayensis es una especie de soricomorfo que pertenece a la familia de las musarañas (Soricidae). Es nativa de México, Guatemala y Belice.

## Distribución
Su área de distribución se extiende en la península de Yucatán e incluye el norte de Belice y el norte del Petén en Guatemala. Su rango altitudinal oscila entre tierras bajas y 650 m s. n. m.